# Pedro Luis Boitel
Pour les articles homonymes, voir Boitel.
Pedro Luis Boitel (13 mai 1931 - 25 mai 1972) est un poète et dissident cubain chrétien.

## Éléments historiques
Pedro Luis Boitel est né dans une famille modeste originaire de Picardie (France).Opposant à la dictature de Fulgencio Batista, Pedro Luis Boitel soutient l’arrivée au pouvoir de Fidel Castro, l'historienne Jeannine Verdes-Leroux indique qu'il représente alors un courant qui donna à la révolution cubaine un visage humaniste.
Boitel s'oppose ensuite aux frères Castro lorsqu'il se rend compte qu'ils mettent en place un régime dictatorial et oppressif.
Après avoir monté une cellule d'opposition, il est arrêté et condamné à dix-huit ans de prison.
Il est torturé et enfermé dans une cage en fer sans toit où il subit les intempéries puis jeté dans un cachot où il commence une grève de la faim jusqu’à sa mort le 24 mai 1972.
Il est considéré comme un martyr chrétien et comme l’emblème de la résistance pacifique au régime castriste.
Ses derniers jours ont été relatés par son ami, le poète Armando Valladares.
Son neveu et homonyme, dirige un mouvement d'opposition au régime cubain depuis Huston, aux Etats-Unis.

## Culte
- Prière universelle de l’Église catholique romaine pour le troisième dimanche de mai en la mémoire Pedro Luis Boitel :

"Dans la nuit du 24 au 25 mai, ce sera l'anniversaire de la mort dans les geôles cubaines du poète et martyr de la Foi Pedro Luis Boitel, emprisonné et torturé parce qu'il affirmait sa foi en Dieu et en l'Église. Cette nuit-là, en Amérique, des Chrétiens commémorent ce sacrifice en allumant des cierges aux fenêtres. Voici notre prière : Pour que tu délivres les croyants de la tyrannie et nous accorde, ainsi qu'à nos enfants, d'être aussi convaincus et courageux que ce martyr, nous te prions, Seigneur."